# Konca Kuris
Konca Kuriş (Mersin, 16 ottobre 1961 – Konya, 20 luglio 1999) è stata un'attivista turca e femminista. Si è battuta tra l'altro perché l'insegnamento religioso fosse esteso anche al genere femminile.

## Biografia
La donna, madre di cinque bambini, fu rapita nel 1998 e torturata a morte dall'Hezbollah ("Partito di Dio") turco. Tale organizzazione fondamentalista curda (che non ha alcun legame con consimili organizzazioni arabe) nacque nel 1985 per opporsi all'azione del PKK di Abdullah Öcalan, un leader curdo di orientamento marxista e ateo, tanto che si afferma apertamente in Turchia che l'Hezbollah abbia usufruito del compiacente aiuto delle autorità turche, ben liete di creare difficoltà al PKK. Il leader dell'organizzazione fondamentalista curda fu Huseyin Velioğlu, poi ucciso dalle forze di sicurezza turche. 
La Kuris aveva militato nell'Hezbollah curdo, ma l'aveva poi abbandonato dopo aver denunciato e criticato l'interpretazione dogmatica che esso dava del Corano. 
L'Hezbollah - responsabile di un gran numero di rapimenti e di "omicidi bianchi" - ha rivendicato la propria responsabilità per il suo rapimento, tortura e morte con la frase: "Konca Kuris, una sostenitrice del secolarismo e una nemica dell'Islam, è stata rapita e interrogata dai combattenti di Hezbollah. Ella ha portato i musulmani alla confusione e li ha avvelenati con le sue idee. Questo è il motivo per cui ha meritato la morte".